# Gare de Berlin-Waidmannslust
La gare de Berlin-Waidmannslust est une gare ferroviaire à Berlin, dans le quartier de Waidmannslust.

## Situation ferroviaire
La gare est située sur la ligne de Berlin à Stralsund, entre les gares de Berlin-Wittenau et de Berlin-Hermsdorf.

## Histoire
Le 20 mai 1884, l'ancienne colonie Waidmannslust reçoit sa gare sur la ligne de Berlin à Stralsund. Elle est financée par le forestier et aubergiste Ernst Bondick, qui à cette époque promeut le développement et la colonisation de ses terres. Bondick avait adopté une approche particulièrement astucieuse : le jour où le dénombrement des passagers au départ est effectué à titre d'essai, il invita toutes les connaissances à son restaurant, de sorte que l'administration des chemins de fer fût impressionnée par la précipitation et mît en place une installation permanente. À partir de 1891, la voie est doublée et élevée de 1908 à 1912 à son niveau actuel. Elle est construite à partir des voies de grande distance qui séparent les voies de banlieue entre Gesundbrunnen et Frohnau. Le bâtiment de la gare et les ponts sur le Waidmannsluster Damm datent également de cette époque. Le 5 juin 1925, le train électrique prend la place des trains à vapeur.
Le 2 mai 1929, la ligne de tramway le long de la Cyclopstraße (aujourd'hui partiellement Jean-Jaurès-Straße) est étendue jusqu'à la gare de Waidmannslust. Avec l'ajustement accru des lignes de bus en temps de guerre le 16 octobre 1939, la ligne 274 est ajoutée. Les deux lignes fonctionnent jusqu'au 1er juillet 1942 jusqu'à la gare de Waidmannslust.
Après 1945, le tronçon Wilhelmsruh-Birkenwerder est réduit à une voie chacun pour les trains longue distance et les trains de banlieue. Comme il n'y a pas d'itinéraires évasifs le long de l'itinéraire, les trains ne peuvent circuler que toutes les heures. En 1948, c'est tous les 20 minutes. Après 1952, le trafic interurbain dans la région de Berlin est abandonné, les voies ne sont pas utilisées pour l'extension de la ligne de S-Bahn.
Lors de la construction du mur de Berlin en 1961, le S-Bahn entre les gares de Frohnau et de Hohen Neuendorf est interrompu. L'entrée sud est murée la même année. Malgré le nombre de passagers en diminution du fait du boycott du S-Bahn commencé en 1961, les opérations le long de la piste nord sont maintenues et se poursuivent même après la grève de la Reichsbahn en 1980. Le déclassement à court terme n'intervient que lorsque les droits d’exploitation sont repris par la BVG. Après des manifestations massives des passagers après la prise de contrôle, le trafic reprend jusqu'à Frohnau le 1er octobre 1984. Toutefois, cela ne dure que jusqu'au 5 mai 1986, l'itinéraire est ensuite entièrement rénové et la deuxième voie complètement restaurée. Le 22 décembre 1986, les travaux sont terminés.
Après la réunification de l'Allemagne, le fossé est comblé sur la limite de Berlin-Ouest entre Frohnau et Hohen Neuendorf, de sorte que, depuis le 31 mai 1992, il est désormais possible de continuer à opérer un S-Bahn sur le chemin de fer du Nord en direction d'Oranienburg. Un remblayage planifié du tunnel piétonnier sud empêcha le district de Reinickendorf de le prendre en charge sous sa propre responsabilité.
En 2001, la structure d'accès est rénovée et rétablie dans son état d'origine. Le 29 janvier 2007, un ascenseur est mis en service.
Après plusieurs années de retards, en mars 2012, la reconstruction de l'accès à la plate-forme sud, précédemment fermée, commence. Dans ce parcours, l'escalier et son toit sont reconstruits. À la fin de la même année, l'accès est libéré. 900 000 euros sont investis à cet effet.

## Service des voyageurs

### Accueil
L'entrée principale du bâtiment de réception se trouve à l'extrémité nord. Cela conduit au Waidmannsluster Damm ainsi qu’à un petit parvis de la rue Jean-Jaurès-Straße. Un autre accès sur la plate-forme sud mène à un tunnel piétonnier. Cela donne vers l'est sur la rue Am Waidmannseck et à l'ouest également sur la Jean-Jaurès-Straße.

### Desserte
La gare est desservie par les trains de la ligne 1 du S-Bahn de Berlin, à raison d'un train toutes les dix minutes en journée, d'un train toutes les vingt minutes le matin et en soirée, et d'un train toutes les trente minutes le week-end lors du service de nuit. Elle est le terminus de certains trains de la ligne en matinée et en fin de soirée.
Elle est également desservie par les trains de la ligne 85, de 5 h 10 à 21 h 50 en semaine, à hauteur d'un train toutes les vingt minutes.

### Intermodalité
La gare est en correspondance avec les lignes de bus 222, 322 et N22 de la BVG.